# Tiwari Bhanjyang
Tiwari Bhanjyang (nep. तिवारी भञ्ज्याङ) – gaun wikas samiti we wschodniej części Nepalu w strefie Kośi w dystrykcie Bhojpur. Według nepalskiego spisu powszechnego z 2001 roku liczył on 534 gospodarstw domowych i 2941 mieszkańców (1525 kobiet i 1416 mężczyzn).